# Форум православной общественности Республики Татарстан
Форум православной общественности Республики Татарстан — мероприятие с участием духовенства и мирян Татарстанской митрополии Русской православной церкви, Казанской и Вятской епархии Русской православной старообрядческой церкви, Казанской и Чистопольской общин христиан древлеправославно-кафолического вероисповедания и благочестия старо-поморского согласия, представителей органов государственной власти, муниципального самоуправления, общественников и учёных.
Проводится при поддержке Аппарата Главы Республики Татарстан с 2014 года в городе Казани.

## Предпосылки проведения форумов православной общественности Республики Татарстан
На принятие решения о проведении форумов православной общественности Республики Татарстан повлиял целый ряд событий и, в первую очередь, произошедшие в ночь с 16 на 17 и с 28 на 29 ноября 2013 года в ряде районов Татарстана поджоги и уничтожение от огня православных культовых объектов, которые получили общероссийский резонанс.
Эти преступления, а также другие события подобного свойства, ранее происходившие в республике, стали причиной проведения 23 декабря 2013 года в Москве «круглого стола» Правозащитного центра Всемирного Русского Народного Собора на тему «Откуда исходит угроза православию в Татарстане», на котором прозвучала резкая критика в адрес руководства республики. «Мы часто получаем пугающие новости из этого региона, — заявил, в частности, председатель Синодального отдела по взаимоотношениям Церкви и общества Московского Патриархата протоиерей В. А. Чаплин, — особенно пугающими для нас стали массовые поджоги церквей и убийства представителей традиционного ислама».
Ответом на это стало проведение в Казани форумов православной общественности Республики Татарстан.
10 января 2014 года прошла встреча Президента Республики Татарстан Р. Н. Минниханова с представителями Татарстанской митрополии Русской православной церкви.
7 февраля 2014 года было проведено совещание главы Татарстанской митрополии Русской православной церкви, митрополита Казанского и Татарстанского Анастасия (А. М. Меткина) и управляющего Альметьевской епархией Русской православной церкви, епископа Альметьевского и Бугульминского Мефодия (Д. А. Зайцева) со всеми благочинными епархий в составе митрополии, на котором поставлена задача проведения подготовительной работы по созыву общего собрания духовенства и приходского актива Татарстанской митрополии Русской православной церкви.
В данной связи была выдвинута инициатива «провести общее собрание (съезд) духовенства и приходского актива в формате Форума православной общественности», поддержанная Президентом Республики Татарстан Р. Н. Миннихановым и руководством Татарстанской митрополии Русской православной церкви.

## I Форум православной общественности Республики Татарстан
Проходил 13 мая 2014 года в городе Казани (в Бальном зале ГТРК «Корстон»), в рамках Года культуры. Целью форума была заявлена «поддержка традиционных духовных ценностей, сохранение и развитие православной культуры».

### Подготовка форума
В рамках подготовки к форуму прошли встречи руководства муниципальных районов и городских округов Республики Татарстан с представителями православного духовенства и общественности, на которых обсуждалось состояние дел в сфере сохранения и развития духовности, социальной деятельности местных религиозных организаций.
Специально к форуму были выпущены каталог «Православные храмы Республики Татарстан» (тираж — 600 экземпляров) и книга «Развитие Православия в Татарстане на современном этапе» (тираж — 600 экземпляров), которые раздавались всем его участникам и гостям.

### Участники форума
Участниками форума являлись представители духовенства и мирянеТатарстанской митрополии Русской православной церкви (РПЦ), Казанской и Вятской епархии Русской православной старообрядческой церкви (РПСЦ), Казанской и Чистопольской общин христиан древлеправославно-кафолического вероисповедания и благочестия старо-поморского согласия, представители органов государственной власти, муниципального самоуправления, общественники и учёные.
В работе форума приняли участие: митрополит Казанский и Татарстанский Анастасий (А. М. Меткин), Президент Республики Татарстан Р. Н. Минниханов, председатель Синодального отдела РПЦ В. А. Чаплин, епископ Альметьевский и Бугульминский Мефодий (Д. А. Зайцев), Председатель Государственного Совета Республики Татарстан Ф. Х. Мухаметшин, начальник Департамента по взаимодействию с религиозными организациями Управления Президента Российской Федерации по внутренней политике Е. В. Ерёмин, начальник департамента по реализации общественных проектов аппарата полномочного представителя Президента Российской Федерации в Приволжском Федеральном округе П. Б. Логинов, заместитель Премьер-министра Республики Татарстан Ю. З. Камалтынов, а также члены комиссии по вопросам гармонизации межнациональных и межрелигиозных отношений Совета по взаимодействию с религиозными объединениями при Президенте Российской Федерации.

### Выступления
С приветствиями в адрес участников и гостей форума выступили: Президент Республики Татарстан Р. Н. Минниханов, председатель Синодального отдела по взаимодействию Церкви и общества Московского патриархата, протоирей В А. Чаплин, начальник Департамента по взаимодействию с религиозными организациями Управления Президента Российской Федерации по внутренней политике Е. В. Ерёмин.
Были сделаны два основные доклада: главы Татарстанской митрополии РПЦ митрополита Казанского и Татарстанского Анастасия (А. М. Меткина) — «О духовном возрождении в Республике Татарстан» и заместителя руководителя Аппарата Президента Республики Татарстан — руководителя Департамента Президента Республики Татарстан по вопросам внутренней политики А. М. Терентьева — «Совершенствование государственно-конфессиональных отношений в Республике Татарстан на современном этапе».

В нашей республике православие наравне с исламом исторически занимает особое место. Это неотъемлемая часть нашего общего духовного наследия.— Минниханов Р. Н. (Президент Республики Татарстан)
Помимо этого, прозвучали выступления: управляющего Альметьевской епархии РПЦ, епископа Альметьевского и Бугульминского Мефодия (Д. А. Зайцева) — «Укрепление православных традиций в Альметьевской епархии Русской Православной Церкви», помощника Президента Республики Татарстан по социальным вопросам, исполнительного директора некоммерческой организации «Республиканский Фонд возрождения памятников истории и культуры Республики Татарстан» Т. П. Ларионовой — «О воссоздании православных памятников истории и культуры острова-града Свияжск», председателя Общественного совета Нижнекамского муниципального района Республики Татарстан О. Д. Агапова — «О социальном служении Русской Православной Церкви», главы Зеленодольского муниципального района Республики Татарстан А. В. Тыгина — «О сохранении и развитии православной культуры на муниципальном уровне», благочинного Алексеевского благочиния, протоиерея П. М. Чурашова — «Православные традиции и современность» и заместителя председателя Региональной общественной организации «Русское национально-культурное объединение Республики Татарстан» И. А. Александровской — «О поддержке традиционных духовно-нравственных ценностей русского народа».

### Решения форума
По итогам работы форума была принята резолюция, в которой, в частности, отмечалось, что «на современном этапе развития — в условиях нарастания процессов глобализации и появления новых угроз существующему миропорядку — особую актуальность приобретают вопросы укрепления духовно-нравственного потенциала общества, поддержки традиционных ценностей, сохранения и развития религиозных культур, укрепления межконфессионального и межнационального мира и согласия».

Совершенно искренне говорю: мне понравился формат мероприятия. В процессе обсуждений и в рамках докладов были затронуты многие проблемные зоны, но для их подачи была избрана хорошая, на мой взгляд, система формулировок. Хорошо, что сложные темы поднимались очень осторожно, в форме конструктивного диалога, а не в форме каких-то жестких дискуссий.— Чаплин В. А. (председатель Синодального отдела по взаимодействию Церкви и общества Московского Патриархата)
- Выступление хора
- Представители старообрядческих религиозных организаций на форуме
- Выступление митрополита Казанского и Татарстанского Анастасия (А. М. Меткина)

## II Форум православной общественности Республики Татарстан
Проходил 26 ноября 2015 года в городе Казани (в Бальном зале ГТРК «Корстон»).

### Подготовка форума
Подготовкой форума занимался организационный комитет, председателем которого являлся заместитель Председателя Государственного Совета РТ Ю. З. Камалтынов.
Специально к форуму было выпущено иллюстрированное издание «Развитие православия в Татарстане в 2014—2015 годах» (тираж — 650 экземпляров), которое раздавалось всем его участникам и гостям.

### Участники форума
В форуме приняли участие около 600 человек.
Участниками форума являлись представители духовенства и мирянеТатарстанской митрополии Русской православной церкви (РПЦ), Казанской и Вятской епархии Русской православной старообрядческой церкви (РПСЦ), Казанской и Чистопольской общин христиан древлеправославно-кафолического вероисповедания и благочестия старо-поморского согласия, представители Русской православной церкви заграницей (РПЦЗ), органов государственной власти, муниципального самоуправления, деятели культуры, искусства, науки, благотворители, представители средств массовой информации.
В работе форума приняли участие: глава Татарстанской митрополии РПЦ митрополит Казанский и Татарстанский Феофан (И. А. Ашурков), Президент Республики Татарстан Р. Н. Минниханов, архиепископ Женевский и Западно-Европейский РПЦЗ Михаил (С. В. Донсков), архиепископ Йошкар-Олинский и Марийский РПЦ Иоанн (И. И. Тимофеев), управляющий Альметьевской епархии РПЦ, епископ Альметьевский и Бугульминский Мефодий (Д. А. Зайцев), управляющий Чистопольской епархии РПЦ, епископ Чистопольский и Нижнекамский Пармен (В. И. Щипелев), епископ Казанский и Вятский РПСЦ Евфимий (Е. Е. Дубинов), председатель Патриаршей комиссии по вопросам семьи, защиты материнства и детства протоиерей Д. Н. Смирнов, председатель Центрального духовного управления мусульман России, муфтий Талгат Таджуддин, председатель Духовного управления мусульман Республики Татарстан, муфтий Камиль Самигуллин, заместитель полномочного представителя Президента Российской Федерации в Приволжском Федеральном округе О. В. Мельниченко, начальник Департамента по взаимодействию с религиозными организациями Управления Президента Российской Федерации по внутренней политике Е. В. Ерёмин, помощник Руководителя Федерального агентства по делам национальностей О. С. Серёгин, Главный федеральный инспектор по Республике Татарстан Р. З. Тимерзянов, руководитель Аппарата Президента Республики Татарстан А. А. Сафаров, заместитель Премьер-министра Республики Татарстан В. Г. Шайхразиев, заместитель Председателя Государственного Совета Республики Татарстан Ю. З. Камалтынов и другие.

### Выступления
С приветствиями в адрес участников и гостей форума выступили: Президент Республики Татарстан Р. Н. Минниханов, заместитель полномочного представителя Президента Российской Федерации в Приволжском Федеральном округе О. В. Мельниченко, начальник Департамента по взаимодействию с религиозными организациями Управления Президента Российской Федерации по внутренней политике Е. В. Ерёмин, архиепископ Женевский и Западно-Европейский РПЦЗ Михаил (С. В. Донсков), председатель Патриаршей комиссии по вопросам семьи, защиты материнства и детства протоиерей Д. Н. Смирнов, председатель Центрального духовного управления мусульман России, муфтий Талгат Таджуддин, председатель Духовного управления мусульман Республики Татарстан, муфтий Камиль Самигуллин.

Любой человек, как бы крепок он ни был экономически, — его покой, счастье, его бытие на Земле определяются семейной жизнью. Если семья благополучна, если с детьми всё в порядке, если в народе нет разводов, нет абортов, то этот народ действительно процветает. Если же наша жизнь замешана на убийстве собственных детей, если каждый второй брак распадается, то даже если у нас всё золотом покрыто — не только дороги, но и газоны — в этом нет никакой радости, потому что это будет на крови людей и на несчастье разорванных семейных уз. Поэтому главное усилие духовенства, главное усилие общества — и русского, и татарского, и башкирского, и чувашского — должны быть направлены на то, чтобы вернуться к тому, какими нас сделал Бог.— Протоиерей Д. Н. Смирнов (председатель Патриаршей комиссии по вопросам семьи, защиты материнства и детства)
Были сделаны два основные доклада: главы Татарстанской митрополии РПЦ митрополита Казанского и Татарстанского Феофана (И. А. Ашуркова) — «О современном положении и перспективах развития Православия в Татарстане» и заместителя руководителя Аппарата Президента Республики Татарстан — руководителя Департамента Президента Республики Татарстан по вопросам внутренней политики А. М. Терентьева — «Государственно-конфессиональные отношения в Республике Татарстан на современном этапе».
Помимо этого, прозвучали выступления: заместителя руководителя отдела по социальному служению Казанской епархии РПЦ Д. И. Степанова — «Возрождение традиций социального служения и благотворительности», главы Алексеевского муниципального района Республики Татарстан В. К. Козонкова — «О сохранении и развитии православной культуры на муниципальном уровне», члена прихода Свято-Вознесенского архиерейского подворья города Набережные Челны — «Об организации приходской деятельности в городских приходах», первого проректора Казанской духовной семинарии игумена Евфимия (Д. А. Моисеева) — «Актуальные задачи развития православного образования в Татарстане», краеведа-исследователя А. М. Елдашева — «Воссоздание Собора Казанской иконы Божией Матери Казанского Богородицкого монастыря: акт исторической справедливости».

### Решения форума
По итогам работы форума была принята резолюция, в которой его участники выразили надежду, что проведение второго форума, так же как и первого, «окажет положительное влияние на православную жизнь в республике и будет способствовать дальнейшей консолидации усилий Церкви, государства и общества по решению задач духовно-нравственного развития граждан, утверждению традиционных ценностей, а также послужит укреплению межрелигиозного и межнационального мира и согласия в Татарстане».
Участники форума выразили полную поддержку указу Президента Республики Татарстан Р. Н. Минниханова от 4 ноября 2015 года № УП-1066 «О создании Болгарской исламской академии и воссоздании Собора Казанской иконы Божьей Матери».
Была отмечена «важность принятия мер по дальнейшему развитию духовного образования и научно-богословской деятельности». «Детальной проработки и принятия согласованных решений, — указывалось в резолюции, — требует проект возрождения Казанской духовной академии».
«Учитывая положительный опыт Татарстана в организации религиозных форумов», было решено «обратиться к Полномочному представителю Президента Российской Федерации в Приволжском Федеральном округе М. В. Бабичу с предложением провести в городе Казани Форум православной общественности Приволжского Федерального округа».
- Фотовыставка, приуроченная к форуму
- Фотовыставка, приуроченная приуроченная к форуму
- Регистрация участников форума
- Выступление хора
- Выступление председателя Центрального духовного управления мусульман России, муфтия Талгата Таджуддина
- Выступление председателя Духовного управления мусульман Республики Татарстан, муфтия Камиля Самигуллина

## III Форум православной общественности Республики Татарстан
Проходил 24 ноября 2017 года в городе Казани (в Бальном зале ГТРК «Корстон»).

### Подготовка форума
В резолюции II Форума православной общественности Республики Татарстан его участники признали целесообразным провести III Форум православной общественности Республики Татарстан в городе Казани в первом полугодии 2017 года.
30 марта 2017 года прошло первое заседание организационного комитета III Форума православной общественности Республики Татарстан, сопредседателями которого были избраны глава Татарстанской митрополии РПЦ, митрополит Казанский и Татарстанский Феофан (И. А. Ашурков) и заместитель Председателя Государственного Совета Республики Татарстан Ю. З. Камалтынов.
Во исполнение и развитие положений резолюции II Форума православной общественности Республики Татарстан было решено провести III Форум православной общественности Республики Татарстан в городе Казани 24 ноября 2017 года в расширенном формате — с участием представителей митрополий РПЦ, расположенных на территории Приволжского Федерального округа.
В ходе подготовки к форуму прошли встречи руководства муниципальных районов и городских округов республики с представителями православного духовенства и общественности, на которых обсуждалось состояние дел в сфере сохранения и развития духовности, социальной деятельности местных религиозных организаций, проведено анкетирование.
Была разработана программа III Форума православной общественности Республики Татарстан, в рамках которого также было решено организовать в Казанской духовной семинарии научно-богословскую конференцию «Богословские и светские науки: традиционные и новые взаимосвязи».

### Участники форума
В работе форума приняли участие 562 человека (в соответствии с данными регистрации).
Программа форума включала в себя работу трёх секций («Развитие образовательных проектов в Татарстанской митрополии», «Социальные проекты Татарстанской митрополии. Вместе мы можем больше», «Союз молодёжи. Вера, нравы, традиции сильного государства») и пленарного заседания.
В работе форума приняли участие: Полномочный представитель Президента Российской Федерации в Приволжском Федеральном округе М. В. Бабич, Президент Республики Татарстан Р. Н. Минниханов, Председатель Государственного Совета Республики Татарстан Ф. Х. Мухаметшин, Премьер-министр Республики Татарстан А. В. Песошин, председатель Синодального отдела религиозного образования и катехизации, митрополит Ростовский и Новочеркасский Меркурий (И. В. Иванов), председатель Синодального отдела по делам молодёжи, епископ Люберецкий, викарий Патриарха Московского и всея Руси Серафим (В. Л. Амельченков), глава Татарстанской митрополии РПЦ митрополит Казанский и Татарстанский Феофан (И. А. Ашурков), управляющий Альметьевской епархии РПЦ, епископ Альметьевский и Бугульминский Мефодий (Д. А. Зайцев), управляющий Чистопольской епархии РПЦ, епископ Чистопольский и Нижнекамский Пармен (В. И. Щипелев), епископ Сызранский и Жигулёвский Фома (Н. В. Мосолов), епископ Казанский и Вятский РПСЦ Евфимий (Е. Е. Дубинов), председатель Синодального отдела по взаимоотношениям Церкви с обществом и СМИ В. Р. Легойда, начальник Управления по укреплению общенационального единства и профилактике экстремизма на национальной и религиозной почве Федерального агентства по делам национальностей А. О. Булатов, руководитель Аппарата Президента Республики Татарстан А. А. Сафаров, заместитель Председателя Государственного Совета Республики Татарстан Ю. З. Камалтынов, заместитель Председателя Государственного Совета Республики Татарстан Т. П. Ларионова и другие.

### Выступления
Перед началом пленарного заседания участникам форума был показан специально снятый по этому случаю десятиминутный фильм (ролик) «Развитие православия в Татарстане в 2015—2017 годах».
С приветствиями в адрес участников и гостей форума выступили: Полномочный представитель Президента Российской Федерации в Приволжском Федеральном округе М. В. Бабич, Президент Республики Татарстан Р. Н. Минниханов, начальник Управления по укреплению общенационального единства и профилактике экстремизма на национальной и религиозной почве Федерального агентства по делам национальностей А. О. Булатов, председатель Синодального отдела по взаимоотношениям Церкви с обществом и СМИ В. Р. Легойда.

### Решения форума
По итогам работы форума была принята резолюция («за основу»), опубликованная после согласований в № 1 (08) за январь 2018 года журнала Татарстанской митрополии РПЦ «Православный собеседник».

## IV Форум православной общественности Республики Татарстан
Проходил 22 ноября 2019 года в городе Казани. Форум был приурочен к 440-летию обретения Казанской иконы Божией Матери.
Работа форума прошла в расширенном формате и включала в себя круглый стол на тему «Татарстан — территория созидательного и конструктивного межрелигиозного сотрудничества» и заседания четырёх секций: «Развитие образовательных проектов в Татарстанской митрополии», «Реализация Социальной концепции Русской Православной Церкви и развитие институтов гражданского общества», «Союз молодёжи. Вера, нравы, традиции сильного государства» и «Чудотворный Казанский образ Богородицы в судьбах России и мировой цивилизации». Площадками их проведения стали Исторический парк «Россия — моя история», ГТРК «Корстон», Галерея современного искусства и Музей Казанской иконы.
По итогам работы форума была принята резолюция («за основу»), опубликованная после согласований 6 декабря 2019 года на Информационно-просветительском сайте Татарстанской митрополии РПЦ «Православие в Татарстане».
В декабре 2020 года в Казани тиражом 700 экземпляров был издан сборник материалов и избранных статей участников форума, посвящённый памяти митрополита Казанского и Татарстанского Феофана (И. А. Ашуркова).